# تشيرنوبل (مسلسل قصير)
تشيرنوبيل (بالإنجليزية: Chernobyl) هو مسلسل تلفزيوني درامي تاريخي قصير مكون من خمس حلقات، قام بكتابته كريج مازن وأخرجه يوهان رينك. أُنتج المسلسل بشراكة بين شبكة إتش بي أو الأمريكية وشبكة سكاي البريطانية، عرض المسلسل لأول مرة في 6 مايو 2019. تدور أحداثه حول كارثة تشيرنوبيل النووية التي وقعت في الجمهورية الاشتراكية السوفيتية الأوكرانية في أبريل 1986 وجهود التنظيف غير المسبوقة التي تلت ذلك، ويضم مجموعة من الممثلين يتألفون من فنانين أوروبيين في المقام الأول، بقيادة جاريد هاريس وستيلان سكارسغارد وإميلي واتسون وبول ريتر. عُرض المسلسل لأول مرة في الولايات المتحدة في 6 مايو 2019، وفي المملكة المتحدة في 7 مايو 2019. وقد تلقى إشادة ملحوظة من قبل نقاد التلفزيون.

## القصة
يستعرض المسلسل القصة الحقيقية لواحدة من أسوأ الكوارث من صنع الإنسان في التاريخ، ويحكي عن الرجال والنساء المكلفين بتنظيفها. يركز المسلسل على كارثة المحطة النووية التي وقعت في أوكرانيا السوفيتية في أبريل 1986، ويكشف كيف ولماذا وقعت، ويروي قصص العديد من الأشخاص الذين لقوا حتفهم. يرتكز المسلسل في جزء كبير منه على ذكريات السكان المحليين في بريبيات، كما روتها سفيتلانا أليكسييفيتش الحائزة على جائزة نوبل في كتابها «أصوات من تشيرنوبل».

## طاقم التمثيل

### الأساسيون
- جاريد هاريس في دور فاليري ليغاسوف.
- ستيلان سكارسغارد في دور بوريس شربينا.
- إميلي واتسون في دور أولانا خوميوك.
- بول ريتر في دور أناتولي دياتلوف.
- جيسي باكلي في دور ليودميلا إيجناتنكو.
- آدم ناجيتيس في دور فاسيلي إجناتنكو.
- كون اونيل في دور فيكتور بريوخانوف.
- ادريان رولينز في دور نيكولاي فومين.
- سام تروتون في دور ألكسندر أكيموف.
- روبرت ايمز في دور ليونيد توبتونوف.
- ديفيد دينك في دور ميخائيل غورباتشوف.
- مارك لويس جونز في دور فلاديمير بيكالوف.
- آلان وليامز في دور فيكتور شاركوف.
- اليكس فيرنز في دور أندريه جلوخوف.
- رالف إنيسون في دور نيكولاي تاراكانوف.
- باري كيوغان في دور بافل جريموف.
- فارس فارس في دور باجو.
- مايكل ماكلهاتون في دور أندريه ستيابشين.

### المساعدون
- آدم وندغرين بدور Vyacheslav Brazhnik, قسم العمليات في المفاعل.
- كارل ديفيز بدور Viktor Proskuryakov, مساعد السيطرة في المفاعل
- دونالد سومبتير بدور Zharkov, عضو اللجنة التنفيذية.
- Billy Postlethwaite بدور Boris Stolyarchuk
- Joshua Leese بدور Igor Kirschenbaum  قسم العمليات في المفاعل.
- Nadia Clifford بدور Svetlana Zinchenko طبيبة مختصة بأمراض الاشعة
- جيمي سيفيز بدور Anatoly Sitnikov, نائب المشرف على عمل المفاعل
- Baltasar Breki Samper بدور Alexei Ananenko
- Philip Barantini بدور Valeri Bezpalov
- Oscar Giese بدور Boris Baranov, عامل في المفاعل
- Douggie McMeekin بدور Aleksandr Yuvchenko
- ميكائيل سوشا بدور ميغيل

### الضيوف
- جاي سيمبسون في دور  فاليري بيريفوزشينكو.
- مايكل كولجان في دور ميخائيل شدادوف.
- جيمس كوسمو في دور عامل منجم.
- هيلتون ماكراي في دور ميلان كاندينيوف
- كيرن أوبراين في دور فاليري خودمتشوك

## الحلقات
| # | العنوان                            | المخرج     | الكاتب    | تاريخ أول بث                    | المشاهدات (ملايين)       |
| - | ---------------------------------- | ---------- | --------- | ------------------------------- | ------------------------ |
| 1 | "1:23:45"                          | يوهان رينك | كريج مازن | 6 مايو 2019 (الولايات المتحدة)  | 0.756 (الولايات المتحدة) |
| 1 | "1:23:45"                          | يوهان رينك | كريج مازن | 7 مايو 2019 (المملكة المتحدة)   | 0.861 (المملكة المتحدة)  |
| 2 | "يرجى الهدوء"                      | يوهان رينك | كريج مازن | 13 مايو 2019 (الولايات المتحدة) | 1.004 (الولايات المتحدة) |
| 2 | "يرجى الهدوء"                      | يوهان رينك | كريج مازن | 14 مايو 2019 (المملكة المتحدة)  | 0.891 (المملكة المتحدة)  |
| 3 | "افتحي على نطاق واسع، أيتها الأرض" | يوهان رينك | كريج مازن | 20 مايو 2019 (الولايات المتحدة) | 1.063 (الولايات المتحدة) |
| 3 | "افتحي على نطاق واسع، أيتها الأرض" | يوهان رينك | كريج مازن | 21 مايو 2019 (المملكة المتحدة)  | *                        |
| 4 | "سعادة جميع البشرية"               | يوهان رينك | كريج مازن | 27 مايو 2019 (الولايات المتحدة) | 1.193 (الولايات المتحدة) |
| 4 | "سعادة جميع البشرية"               | يوهان رينك | كريج مازن | 28 مايو 2019 (المملكة المتحدة)  | *                        |
| 5 | "الذاكرة الأبدية"                  | يوهان رينك | كريج مازن | 3 يونيو 2019 (الولايات المتحدة) | 1.089 (الولايات المتحدة) |
| 5 | "الذاكرة الأبدية"                  | يوهان رينك | كريج مازن | 4 يونيو 2019 (المملكة المتحدة)  | *                        |

### الحلقة (1) 1:23:45
في الذكرى الثانية لكارثة تشيرنوبيل، يسجل فاليري ليجاسوف  رئيس لجنة التحقيق في انفجار المفاعل، شرائط تلقي باللوم على المهندس أناتولي دياتلوف ورؤساء آخرين في الحادث، يقوم بإخفاء الأشرطة ثم يشنق  نفسه في شقته في موسكو (في الحياة الحقيقية مات بعد يوم من الذكرى الثانية).  قبل ذلك بعامين في بريبيات ، شاهدت زوجة رجل الإطفاء فاسيلي إغناتينكو الحامل ليودميلا انفجار المفاعل الرابع لمحطة تشيرنوبيل للطاقة النووية (الساعة 01:23:45 صباحًا)... في غرفة التحكم في المفاعل 4 ، يرفض دياتلوف الأدلة على انفجار قلب المفاعل. يستدعي رجال الإطفاء والعاملين ويأمر مرؤوسيه دون جدوى بخفض قضبان التحكم يدويًا واستعادة التبريد قبل مغادرة منصبه. يعاني العديد من عمال المصنع ورجال الإطفاء، بما في ذلك فاسيلي من المرض والالم بسبب انفجار المفاعل، لاحقًا من متلازمة الإشعاع الحاد (ARS) يخرج مدير المصنع بريوخانوف وكبير المهندسين فومين ودياتلوف  بخلاصة إلى أن انفجار الهيدروجين تسبب في تسرب مياه السفينة الملوثة ، وتختار اللجنة التنفيذية في بريبيات التقليل من شأن الحادث ومنع الإخلاء. أفاد نائب كبير مهندسي العمليات سيتنيكوف برؤية الجرافيت النووي على الأرض بينما يرفض الآخرون ذلك. عندما يستسلم دياتلوف لـ ARS ، يجبرون سيتنيكوف على الصعود إلى السطح لإجراء فحص بصري ، حيث يتلقى جرعة قاتلة من الإشعاع. تم إبلاغ ليغاسوف بحادث تحت السيطرة في تشيرنوبيل وأمر بتقديم المشورة الفنية للجنة التي تدير الاستجابة.

### الحلقة (2) يرجى الهدوء
بعد سبع ساعات من الانفجار، رصدت عالمة الفيزياء النووية أولانا خوميوك ارتفاعًا مفاجئًا في مستويات الإشعاع في مينسك. عندما رفضت السلطات المحلية الاستماع إلى مخاوفها، توجهت إلى منطقة تشيرنوبيل، المصدر المحتمل لارتفاع مستويات الإشعاع. في مستشفى بريبيات المكتظ، وجدت لودميلا أن فاسيلي ومرضى ARS الآخرين قد تم إجلاؤهم إلى موسكو. في موسكو، يوضح ليغاسوف لميخائيل جورباتشوف أن الوضع أكثر خطورة مما تم الإبلاغ عنه وأنه تم إرساله إلى تشيرنوبيل مع بوريس شربينا المتشكك رغما عنه. من طائرة هليكوبتر، يشير ليغاسوف إلى حطام الغرافيت ووهج أزرق من الإشعاع المؤي، مما يشير إلى تعرض النواه. يواجه شربينا Bryukhanov و Fomin ، اللذين يتهمان ليغاسوف بالتضليل والمبالغة ، لكن الجنرال Pikalov لديه قراءات عالية المدى لمقاييس الجرعات تثبت أن ليغاسوف يتحدث بالحقيقة. يوجه ليغاسوف الجيش لإخماد الحريق بالرمل والبورون كخطوة أولية ولكن مع وجود مخاطر خاصة به. مع انتشار أنباء الحادث، تم إخلاء بريبيات أخيرًا. عند الوصول ، يحذر خوميوك ليغاسوف وشيربينا من حدوث انفجار بخار مدمر بقوّة ٢-٣ ميغا طن إذا تم اتصال النواة المنصهرة أو الحمم التي ستتكون مع المياه في الطابق السفلي الذي غمرته المياه. يُصرح بمهمة مميتة لتصريف المياه ويتطوع 3 عمال من المصنع أنانينكو وبيزبالوف وبارانوف بالنزول للأسفل فلتح صنابير المياه لتصريفها مع احتمال وفاتهم  وقت تنفيذ المهمة أو أسبوع كأقصى حد، بسبب التلوث الإشعاعي للمياه.

### الحلقة (3) افتحي على نطاق واسع
تم تجفيف القبو بنجاح من الرجال الثلاثة الذين تطوعوا للنزول للماء، لكن الانهيار النووي بدأ يهدد بتلويث المياه الجوفية. أبلغ شيربين و ليغاسوف غورباتشوف أن هناك حاجة إلى مبادل حراري تحت المصنع، والذي قام ميخائيل ششادوف بحفره عن طرق احضار عمال مناجم الفحم في تولا، بقيادة غلوكوف رئيس المنقبين في المناجم ، لحفر نفق في ظروف مختلفة عن طبيعة عملهم للغاية. يحذر شيربينا ليغاسوف من أنهم تحت مراقبة الاستخبارات الروسية KGB. ترسل ليغاسوف عالمة الفيزياء النووية كوميوك إلى مستشفى في موسكو، حيث وجدت دياتلوف غير متعاون معها في منحها معلومات حول ليلة الحادث، لكنها علمت من وفاة توبتونوف وأكيموف أن المفاعل انفجر بعد أن بدأ أكيموف الإغلاق الطارئ عبر الضغط على زر يسمى  az5، وهو سيناريو اعتقد أنه مستحيل. زوجة رجل الاطفاء التي ترافق زوجها بالمشفى التي كذبت بشأن حملها ، سُمح لليودميلا بزيارة فاسيلي شريطة أن تبقى خارج الغلاف البلاستيكي، حيث شهدت تدهورًا مروعًا في صحته وعصيان الأوامر من خلال البقاء مع زوجها لفترة أطول من التعليمات وتجاوزت الغلاف البلاستيكي. خلال زيارة خوميوك للمستشفى، شاهدت فاسيلي وهو يلمس ليودميلا. بعد أن أدركت أن ليودميلا حامل ، هددت خوميوك بإبلاغ اللجنة بكل شيء حول السلامة العامة بالمشفى واعتقلها عملاء KGB وتم وضعها في السجن، لكن ليغاسوف يرتب لإطلاق سراحها. بينما يبلغ شيربينا وليجاسوف اللجنة التنفيذية المركزية عن خططهما لإزالة التلوث التي تتطلب تعبئة جماعية للمصفين ، تقف ليودميلا بين أقارب ضحايا متوفين آخرين من ضحايا ARS حيث أن جثة فاسيلي، مختومة في تابوت خشبي داخل تابوت من الزنك ويتم دفنهم في قبر جماعي وصب الخرسانة لتقليل إحتمالية انتقال الإشعاع من جثثهم.

### الحلقة (4) سعادة جميع البشرية
تم إجلاء السكان من منطقة تشرنوبيل المحظورة الأوسع وتجري عمليات إزالة التلوث، ويقوم جندي بالحديث مع امرأة عجوز لتخرج مع الاخرين. ولكنها تتحدث له عن عدم خروجها منذ عشرات السنوات رغم ورؤيتها للجنود، ولن تخرج بسبب شيء لا تراه، فيقوم بقتل البقرة التي تقوم بحلبها. يتم إقران المجند المدني بافل مع المحارب السوفيتي-الأفغاني المخضرم باتشو للقيام بدوريات في المنطقة لإطلاق النار والتخلص من الحيوانات المتروكة بسبب التلوث الإشعاعي. القائد المشرف على تصفية خطر مفاعل تشرنوبيل الجنرال نيكولاي تاراكانوف ينشر مركبات روبوت لونوخود لتنظيف سقف المصنع من أجل اغلاقه. بعد أن فشل روبوت شرطة ألمانيا الغربية على الفورسطح المفاعل بسبب ارتفاع مستوى الاشعاع الذي اوقفه عن العمل. يضطر تاركانوف وليغاسوف إلى القيام باستخدام الروبوت الحيوي بحسب تعبير ليغاسوفن حيث يقوم جنود بلبس دروع رصاص والقيام بدورات مدتها 90 ثانية فقط للتنظيف يدويا والخروج باستخدام  3828 جندي. تحقق عالمة الفيزياء النووية  كوميوك في أرشيفات موسكو وتتحدث مع  دياتلوف المتعافي، الذي يعرف أن الحكومة غير مهتمة بالحقيقة. بعد الاجتماع بعيدًا عن عناصر KGB ، أخبرت ليغاسوف وشربينا أنهما يجب أن يشهدوا كخبراء في محاكمة دياتلوفو Bryukhanov و وفومين، وسيخاطب ليغاسوف الوكالة الدولية للطاقة الذرية (IAEA). تكشف كوميوك عن مقال عن حادثة مماثلة في محطة لينينغراد للطاقة النووية في عام 1975، قمعت من قبل KGB، وأخبرهم أن ليودميلا أنجبت فتاة ماتت قريبًا من التسمم الإشعاعي. وتحث كوميوك ليغاسوف على إخبار الوكالة الدولية للطاقة الذرية بالحقيقة الكاملة، بينما يحثه شيربينا على توخي الحذر لتجنب انتقام الحكومة.

### الحلقة (5) الذاكرة الأبدية
يتم العودى لما قبل انفجار المفاعل ب 12 ساعة من عام 1986،  حيث يجتمع دياتلوف مع بريوخانوف وفومين المسؤول عنهم، والذي يتحدث عن تأجيل اختبار المفاعل لمدة عشرة ساعات بأوامر عليا، ويطمئنه دياتلوف انه سيتم بالمناوبة الليلية تحت اشرافه .
مارس 1987، بعد شهادة ليغاسوف أمام الوكالة الدولية للطاقة الذرية في فيينا، حيث كذب في شهادته، ويتحدث في سيارة مع مسؤول في الاستخبارات الروسية "تشاركوف" الذي يمنحه ورقه تثبت تكريمه بوسام (بطل الاتحاد السوفييتي) بعد الادلاء بشهادة في روسيا نفسها، ويتحدث مع كوميوك التي تخبره بعدم اصلاحهم المفاعلات الاخرى بعد شهادته. وتقنعه بأهمية الادلاء بالشهادة الحقيقية بناء على التحقيق الذي قامت به وبحضور هيئة محلفين علمية
تمت محاكمة دياتلوف وبريوخانوف وفومين في مدينة تشيرنوبيل المهجورة. تم استدعاء شيربينا أولاً للإدلاء بشهادته باستخدام مجسم للمفاعل حيث يوضح ماذا حدث بعد الانفجار، ولشرح طريقة العمل العامة لمحطة الطاقة النووية. يشهد كل من كوميوك وليجاسوف على الأحداث التي أدت إلى وقوع الحادث، بناءً على مقابلات مع أشخاص في غرفة التحكم. تظهر ذكريات الماضي أنه بسبب التأخير لمدة عشر ساعات في اختبار السلامة ونفاد صبر دياتلوف لتنفيذه، توقف المفاعل، ثم واجه ارتفاعًا في الطاقة. قام أكيموف بتنشيط الإغلاق الطارئ، لكن عيبًا في التصميم في قضبان التحكم (وجود كربون في اطرافها) أدى إلى رفع الطاقة إلى ما لا يقل عن عشرة أضعاف حد المفاعل قبل أن ينفجر. يكشف ليغاسوف عن المعلومات المكبوتة حول مصنع لينينغراد، معترفًا بأنه كذب في شهادته السابقة في فيينا. يتم ااعتقاله من قبل المخابرات السوفيتية وأبلغه بأن شهادته سيتم قمعها في وسائل الإعلام الحكومية وتهميشه ومنعه من الحديث مع احد؛ علاوة على ذلك، يُمنع التحدث إلى أي شخص عن تشيرنوبيل، ولن يحصل على أي تقدير لدوره في احتواء الكارثة، ولن يعمل مرة أخرى أبدًا. تعرض النهاية صوراً وفيديو ليجاسوف الواقعي وشخصيات بارزة أخرى، وتكشف عن مصيرهم، فضلاً عن الآثار المستمرة للحادث. وينتهي ببيان أن العرض كان مخصصًا لأولئك الذين "عانوا وضحوا".

## التصوير
بدأ التصوير الفعلي في أبريل 2018 في ليتوانيا. بدأ التصوير الأولي في 13 مايو 2018، في فابيجونيسكوس، وهي منطقة سكنية في فيلنيوس، ليتوانيا ، والتي تم استخدامها لتصوير مدينة بريبيات الأوكرانية ، حيث حافظت المنطقة على جو سوفييتي أصيل. استخدمت منطقة من الشقق السكنية ذات الألواح الكثيفة البناء كموقع لمشاهد الإخلاء. انتقد المخرج يوهان رينك بشدة كمية النوافذ الحديثة المتنوعة والملفتة للنظر في المنازل ، لكنه لم يكن مهتمًا بإزالتها في مرحلة ما بعد الإنتاج. في نهاية شهر مارس ، انتقل الإنتاج إلى فيساجيناس ، ليتوانيا ، لتصوير كل من الجزء الخارجي والداخلي لمحطة Ignalina للطاقة النووية، وهي محطة طاقة نووية تم إيقاف تشغيلها والتي يشار إليها أحيانًا باسم "أخت تشيرنوبيل" نظرًا لتشابهها البصري والنووي. تصميم المفاعل المستخدم في كل من تشيرنوبيل وإغنالينا (مفاعل الطاقة النووية آر بي إم كي). في أوائل يونيو 2018، انتقل الإنتاج إلى أوكرانيا لتصوير مشاهد نهائية ثانوية. استغرق تصوير المسلسل 16 أسبوعًا. تم تأليف المقطوعة الموسيقية من قبل الملحنة الأيسلندية هيلدور غونادوتير Hildur Guðnadóttir
. تضمنت النتيجة بعض التسجيلات الصوتية من محطة طاقة نووية حقيقية.

## الاستقبال وردود روسيا وبيلاروسيا واوكرانيا
لاقى هذه المسلسل استحسان بعض النقاد والجمهور في روسيا.: فلاديمير مدينسكي، وزير الثقافة الروسي، الذي كان والده أحد مصفي تشيرنوبيل Chernobyl liquidators,، أطلق على المسلسل لقب "صنع ببراعة" و"تم تصويره باحترام كبير للناس العاديين". وقد أفيد أن قناة التلفزيون الروسية NTV قد تم إنتاج نسختها الخاصة من قصة تشيرنوبيل التي تلعب وكالة الاستخبارات المركزية دورا رئيسيا في الكارثة.
ودعا الحزب الشيوعي الروسي إلى رفع دعوى تشهير ضد كاتب تشيرنوبيل ومخرجه ومنتجه، واصفا العرض بأنه "مثير للاشمئزاز". وفي بيان عنه، تحدث عضو الحزب سيرغي مالينكوفيتش Sergey Malinkovich  عن نوايا الحزب للضغط على منظم التلفزيون  لطلب منع الوصول المحلي إلى السلسلة.  maryana Prysiazhniuk نائب وسائل الإعلام تلاحظ أن وسائل الإعلام الروسية المتعددة تصف سلسلة الدعاية من جانب واحد، غير مكتملة، أو معادية لروسيا. ورفضت أرجومنتي أي فاكتي
```
Argumenty i Fakty
 العرض باعتباره "
كاريكاتير
 وليس الحقيقة" و "الأشياء الوحيدة المفقودة هي الدببة والأكورions!" ququed ستانيسلاف ناتانزون، المذيع الرئيسي لروسيا-24، واحدة من القنوات الإخبارية الرئيسية في البلاد.
[
26
]
-->
```

وفي أوكرانيا، قالت آنا كوروليفسكايا، نائبة مدير متحف تشيرنوبيل في كييف، "اليوم لا يعرف الشباب الذين يأتون إلى السلطة في أوكرانيا شيئاً عن تلك الكارثة في عام 1986. كان الفيلم الضروري لجعل وHBO قد حاولت بوضوح قصارى جهدهم؛ أما بالنسبة لنا، فإننا سنخلق جولة خاصة حول الحقيقة التاريخية لتشيرنوبيل، مستوحاة من سلسلة HBO". ولاحظ بيرت تالانت، وهو صحفي أوكراني، أن "في روسيا، وهي دولة لا تزال تفخر بالتركة السوفيتية، واجهت المسلسل انتقادات من وسائل الإعلام الرسمية. وفي الوقت نفسه، أعرب الكثيرون في أوكرانيا عن تقديرهم لسلسلة من الأحداث لإضفاء الطابع الإنساني على فصل مأساوي في تاريخ البلاد. [...] كما أعرب المشاهدون الأوكرانيون عن تقديرهم لـ "تشيرنوبيل" من HBO لإشادتهم ببطولة الشعب العادي وتضحيتهم بأنفسهم."
في بيلاروسيا قالت البيلاروسية سفيتلانا أليكسيفيتش، الحائزة على جائزة نوبل، والتي ألهم كتابها المسلسل، "إننا نشهد الآن ظاهرة جديدة، وهي أن البيلاروسيين، الذين عانوا كثيرا واعتقدوا أنهم يعرفون الكثير عن المأساة، غيروا تماما تصورهم حول تشيرنوبيل ويفسرون هذه المأساة بطريقة جديدة تماما. وقد حقق المؤلفون ذلك، على الرغم من أنهم من عالم مختلف تماما - وليس من بيلاروسيا، وليس من منطقتنا." كما أشارت إلى شعبيتها لدى الشباب البيلاروسيين.

## الجوائز والترشيحات
| الجائزة                                           | القسم | المرشحون | النتيجة     | Ref.          |
| ------------------------------------------------- | --- | --- | ----------- | ------------- |
| مونتيري السينما الأمريكية                         | Best Edited Miniseries or Motion Picture for Television                                                    | Jinx Godfrey and Simon Smith (for "Vichnaya Pamyat") | فوز         | [ 30 ]        |
| معهد الفيلم الأمريكي                              | Television Programs of the Year                                                                            | Chernobyl | فوز         | [ 31 ]        |
| جوائز نقابة مخرجي الفن للتميز في تصميم الإنتاج    | Television Movie or Limited Series ‏                                                                        | Luke Hull | فوز         | [ 32 ]        |
| Banff Rockie Award                                | Limited series                                                                                             | Chernobyl | فوز         | [ 33 ]        |
| Blogos de Oro                                     | Mejor Serie                                                                                                | Chernobyl | فوز         | [ 34 ]        |
| Blogos de Oro                                     | Mejor Actor en una serie                                                                                   | جاريد هاريس | فوز         | [ 34 ]        |
| Blogos de Oro                                     | Mejor Actor en una serie                                                                                   | ستيلان سكارسغارد | رُشِّح         | [ 34 ]        |
| جوائز الأكاديمية البريطانية في اسكتلندا           | Best Actor in Television                                                                                   | أليكس فيرنز | فوز         | [ 35 ]        |
| British Academy Television Awards ‏                | Best Mini-Series ‏                                                                                          | Chernobyl | فوز         | [ 36 ]        |
| British Academy Television Awards ‏                | Best Leading Actor                                                                                         | Jared Harris | فوز         | [ 36 ]        |
| British Academy Television Awards ‏                | Best Supporting Actor                                                                                      | Stellan Skarsgård | رُشِّح         | [ 36 ]        |
| British Academy Television Craft Awards ‏          | Best Director: Fiction                                                                                     | يوهان رينك | فوز         | [ 37 ]        |
| British Academy Television Craft Awards ‏          | Best Writer: Drama                                                                                         | كريج مازن | رُشِّح         | [ 37 ]        |
| British Academy Television Craft Awards ‏          | Best Editing: Fiction                                                                                      | Simon Smith and Jinx Godfrey | فوز         | [ 37 ]        |
| British Academy Television Craft Awards ‏          | Best Costume Design                                                                                        | Odile Dicks-Mireaux | فوز         | [ 37 ]        |
| British Academy Television Craft Awards ‏          | Best Make Up & Hair Design                                                                                 | Daniel Parker and Barrie Gower | رُشِّح         | [ 37 ]        |
| British Academy Television Craft Awards ‏          | Best Original Music                                                                                        | هيلدور غونادوتير | فوز         | [ 37 ]        |
| British Academy Television Craft Awards ‏          | Best Photography & Lighting: Fiction                                                                       | Jakob Ihre | فوز         | [ 37 ]        |
| British Academy Television Craft Awards ‏          | Best Production Design                                                                                     | Luke Hull and Claire Levinson-Gendler | فوز         | [ 37 ]        |
| British Academy Television Craft Awards ‏          | Best Scripted Casting                                                                                      | Nina Gold and Robert Sterne | رُشِّح         | [ 37 ]        |
| British Academy Television Craft Awards ‏          | Best Sound: Fiction                                                                                        | Stefan Henrix, Joe Beal, Stuart Hilliker and Vincent Piponnie | فوز         | [ 37 ]        |
| British Academy Television Craft Awards ‏          | Best Special, Visual & Graphic Effects                                                                     | Lindsay Mcfarlane, Claudius Christian Rauch and Jean-Clément Soret | رُشِّح         | [ 37 ]        |
| British Film Designers Guild Awards               | International TV Drama including Mini Series, TV Movie or Limited Series                                   | Luke Hull, Karen Wakefield and Claire Levinson-Gendler | فوز         | [ 38 ]        |
| Broadcast Tech Innovation Award                   | Best VFX Project                                                                                           | Max Dennison and Clare Cheetham | فوز         | [ 39 ]        |
| Broadcast Tech Innovation Award                   | Excellence in Grading (scripted)                                                                           | Chernobyl | فوز         | [ 39 ]        |
| Broadcasting Press Guild Awards                   | Best Drama Series                                                                                          | Chernobyl | فوز         | [ 40 ]        |
| Broadcasting Press Guild Awards                   | Best Actor                                                                                                 | Jared Harris | رُشِّح         | [ 40 ]        |
| Broadcasting Press Guild Awards                   | Best Actress                                                                                               | Emily Watson | رُشِّح         | [ 40 ]        |
| Broadcasting Press Guild Awards                   | Best Writer                                                                                                | Craig Mazin | فوز         | [ 40 ]        |
| Casting Society of America                        | Limited Series                                                                                             | Nina Gold and Robert Sterne | رُشِّح         | [ 41 ]        |
| جوائز جمعية السينما الصوتية                       | Outstanding Achievement in Sound Mixing for Television Movie or Limited Series ‏                            | Vincent Piponnier, Stuart Hilliker, Gibran Farrah and Philip Clements | فوز         | [ 42 ]        |
| جوائز كليو                                        | Trailer 1 - Gold Winner                                                                                    | Chernobyl | فوز         | [ 43 ]        |
| جوائز كليو                                        | Video Promo Mixed Campaign - Gold Winner                                                                   | Chernobyl | فوز         | [ 43 ]        |
| Costume Designers Guild Awards ‏                   | Excellence in Period Television ‏                                                                           | Odile Dicks-Mireaux (for "Please Remain Calm") | رُشِّح         | [ 44 ]        |
| Critics' Choice Television Awards ‏                | Best Limited Series ‏                                                                                       | Chernobyl | رُشِّح         | [ 45 ]        |
| Critics' Choice Television Awards ‏                | Best Actor in a Limited Series or Television Movie ‏                                                        | Jared Harris | رُشِّح         | [ 45 ]        |
| Critics' Choice Television Awards ‏                | Best Supporting Actor in a Limited Series or Television Movie ‏                                             | Stellan Skarsgård | فوز         | [ 45 ]        |
| Critics' Choice Television Awards ‏                | Best Supporting Actress in a Limited Series or Television Movie ‏                                           | إميلي واتسون | رُشِّح         | [ 45 ]        |
| Directors Guild of America Awards ‏                | Outstanding Directing – Movies for Television and Limited Series ‏                                          | Johan Renck | فوز         | [ 46 ]        |
| جوائز دوريان                                      | TV Drama of the Year                                                                                       | Chernobyl | رُشِّح         | [ 47 ]        |
| Festival Nazionale del Doppiaggio Voci nell'Ombra | TV – Miglior doppiaggio generale                                                                           | Chernobyl | رُشِّح         | [ 48 ]        |
| Gold Derby Awards                                 | Limited Series                                                                                             | Chernobyl | فوز         | [ 49 ]        |
| Gold Derby Awards                                 | Ensemble of the Year                                                                                       | Jared Harris, Stellan Skarsgård, بول ريتر، جيسي باكلي، آدم ناغيتيس، Con O'Neill ‏, أدريان رولينس, سام تروتون، Robert Emms, Emily Watson, ديفيد دينك، مارك جونز، Alan Williams, Alex Ferns, رالف إنيسون، باري كيوغان، فارس فارس and مايكل ماكلهاتون | رُشِّح         | [ 49 ]        |
| Gold Derby Awards                                 | Movie/Limited Series Lead Actor                                                                            | Jared Harris | رُشِّح         | [ 49 ]        |
| Gold Derby Awards                                 | Movie/Limited Series Supporting Actor                                                                      | Stellan Skarsgård | رُشِّح         | [ 49 ]        |
| Gold Derby Awards                                 | Movie/Limited Series Supporting Actress                                                                    | Emily Watson | رُشِّح         | [ 49 ]        |
| Gold Derby Awards                                 | Limited Series of the Decade                                                                               | Chernobyl | رُشِّح         | [ 49 ]        |
| Gold Derby Awards                                 | TV Movie/Mini Actor of the Decade                                                                          | Jared Harris | رُشِّح         | [ 49 ]        |
| Gold Derby Awards                                 | TV Movie/Mini Supporting Actress of the Decade                                                             | Emily Watson | رُشِّح         | [ 49 ]        |
| حفل توزيع جوائز الغولدن غلوب السابع والسبعون      | جائزة غولدن غلوب لأفضل مسلسل قصير أو فيلم تلفزيوني                                                         | Chernobyl | فوز         | [ 50 ]        |
| حفل توزيع جوائز الغولدن غلوب السابع والسبعون      | جائزة غولدن غلوب لأفضل ممثل - مسلسل قصير أو فيلم تلفزيوني                                                  | Jared Harris | رُشِّح         | [ 50 ]        |
| حفل توزيع جوائز الغولدن غلوب السابع والسبعون      | جائزة غولدن غلوب لأفضل ممثل مساعد - مسلسل، أو مسلسل قصير أو فيلم تلفزيوني                                  | Stellan Skarsgård | فوز         | [ 50 ]        |
| حفل توزيع جوائز الغولدن غلوب السابع والسبعون      | جائزة غولدن غلوب لأفضل ممثلة مساعدة - مسلسل، أو مسلسل قصير أو فيلم تلفزيوني                                | Emily Watson | رُشِّح         | [ 50 ]        |
| Golden Reel Awards ‏                               | Outstanding Achievement in Sound Editing - Dialogue and ADR for Episodic Long Form Broadcast Media ‏        | Stefan Henrix, Harry Barnes, Michael Maroussas | فوز         | [ 51 ]        |
| Golden Reel Awards ‏                               | Outstanding Achievement in Sound Editing - Sound Effects and Foley for Episodic Long Form Broadcast Media ‏ | Stefan Henrix, Joe Beal, Philip Clements, Tom Stewart, Anna Wright | فوز         | [ 51 ]        |
| روتن توميتوز                                      | Best-reviewed Miniseries and Limited Series                                                                | Chernobyl | فوز         | [ 52 ]        |
| جوائز العرض الدعائي الذهبي                        | Best Horror/Thriller (TV Spot/Trailer/Teaser for a Series)                                                 | Chernobyl | فوز         | [ 53 ]        |
| Gotham Awards                                     | Breakthrough Series – Long Form ‏                                                                           | Chernobyl | رُشِّح         | [ 54 ]        |
| جوائز "غرامي" السنوية ال 62                       | Best Score Soundtrack for Visual Media ‏                                                                    | Hildur Guðnadóttir | فوز         | [ 55 ]        |
| Hollywood Music In Media Awards                   | Best Original Score - TV Show/Limited Series                                                               | Hildur Guðnadóttir | رُشِّح         | [ 56 ]        |
| Hollywood Post Alliance                           | Outstanding Editing - Television (Over 30 Minutes)                                                         | Simon Smith and Jinx Godfrey // Sister Pictures | رُشِّح         | [ 57 ]        |
| Hollywood Post Alliance                           | Outstanding Sound - Television                                                                             | Stefan Henrix, Stuart Hilliker, Joe Beal, Michael Maroussas and Harry Barnes // Boom Post | رُشِّح         | [ 57 ]        |
| Hollywood Post Alliance                           | Outstanding Visual Effects - Television (Under 13 Episodes)                                                | Lindsay McFarlane, Max Dennison, Clare Cheetham, Steven Godfrey and Luke Letkey // DNEG | رُشِّح         | [ 57 ]        |
| جائزة هيومانيتاس                                  | Limited Series, TV Movie or Special Category                                                               | Craig Mazin (for "Vichnaya Pamyat") | رُشِّح         | [ 58 ]        |
| آي جي إن                                          | Best TV series                                                                                             | Chernobyl | فوز         | [ 59 ]        |
| آي جي إن                                          | Best drama TV series                                                                                       | Chernobyl | فوز         | [ 60 ]        |
| آي جي إن                                          | Best dramatic TV performance                                                                               | Jared Harris | فوز         | [ 61 ]        |
| آي جي إن                                          | Best TV episode                                                                                            | "The Happiness of All Mankind" | فوز         | [ 62 ]        |
| International Film Music Critics Association      | Best Original Score for Television                                                                         | Hildur Guðnadóttir | فوز         | [ 63 ]        |
| Irish Film & Television Academy Awards            | Actor in a Supporting Role in Drama                                                                        | Barry Keoghan | في الانتظار | [ 64 ]        |
| Irish Film & Television Academy Awards            | Actress in a Supporting Role in Drama                                                                      | Jessie Buckley | في الانتظار | [ 64 ]        |
| Location Managers Guild Awards                    | Outstanding Locations in Period Television                                                                 | Jonas Spokas | فوز         | [ 65 ]        |
| Make-Up Artists and Hair Stylists Guilds          | Television Series, Mini-Series or New Media – Best Period and/or Character Make-Up                         | Daniel Parker and Natasha Nikolic-Dunlop | رُشِّح         | [ 66 ]        |
| Make-Up Artists and Hair Stylists Guilds          | Television Series, Mini-Series or New Media – Best Special Make-Up Effects ‏                                | Daniel Parker, Barrie Gower and Paul Spateri | فوز         | [ 66 ]        |
| Make-Up Artists and Hair Stylists Guilds          | Television Series, Mini-Series or New Media – Best Period and/or Character Hair Styling                    | Daniel Parker, Julio Parodi and Bozena Maisejenko | رُشِّح         | [ 66 ]        |
| National Television Awards ‏                       | New Drama                                                                                                  | Chernobyl | فوز         | [ 67 ]        |
| Peabody Awards                                    | Entertainment                                                                                              | Chernobyl | فوز         | [ 68 ]        |
| حفل توزيع جوائز الإيمي برايم تايم الحادي والسبعون | Outstanding Limited Series ‏                                                                                | Craig Mazin, كارولين ستراوس، Jane Featherstone، يوهان رينك, Chris Fry and Sanne Wohlenberg | فوز         | [ 69 ] [ 70 ] |
| حفل توزيع جوائز الإيمي برايم تايم الحادي والسبعون | Outstanding Lead Actor in a Limited Series or Movie                                                        | Jared Harris | رُشِّح         | [ 69 ] [ 70 ] |
| حفل توزيع جوائز الإيمي برايم تايم الحادي والسبعون | Outstanding Supporting Actor in a Limited Series or Movie                                                  | Stellan Skarsgård (for "Please Remain Calm") | رُشِّح         | [ 69 ] [ 70 ] |
| حفل توزيع جوائز الإيمي برايم تايم الحادي والسبعون | Outstanding Supporting Actress in a Limited Series or Movie                                                | Emily Watson (for "Open Wide, O Earth") | رُشِّح         | [ 69 ] [ 70 ] |
| حفل توزيع جوائز الإيمي برايم تايم الحادي والسبعون | Outstanding Directing for a Limited Series, Movie, or Dramatic Special                                     | Johan Renck | فوز         | [ 69 ] [ 70 ] |
| حفل توزيع جوائز الإيمي برايم تايم الحادي والسبعون | Outstanding Writing for a Limited Series, Movie, or Dramatic Special                                       | Craig Mazin | فوز         | [ 69 ] [ 70 ] |
| Primetime Creative Arts Emmy Awards ‏              | Outstanding Casting for a Limited Series, Movie, or Special ‏                                               | Nina Gold and Robert Sterne | رُشِّح         | [ 69 ] [ 70 ] |
| Primetime Creative Arts Emmy Awards ‏              | Outstanding Cinematography for a Limited Series or Movie                                                   | Jakob Ihre (for "Please Remain Calm") | فوز         | [ 69 ] [ 70 ] |
| Primetime Creative Arts Emmy Awards ‏              | Outstanding Period Costumes ‏                                                                               | Odile Dicks-Mireaux, Holly McLean, Daiva Petrulyte, Anna Munro and Sylvie Org (for "Please Remain Calm") | رُشِّح         | [ 69 ] [ 70 ] |
| Primetime Creative Arts Emmy Awards ‏              | Outstanding Hairstyling for a Limited Series or Movie ‏                                                     | Julio Parodi and Jovana Jovanavic | رُشِّح         | [ 69 ] [ 70 ] |
| Primetime Creative Arts Emmy Awards ‏              | Outstanding Make-up for a Limited Series or Movie (Non-Prosthetic) ‏                                        | Daniel Parker and Natasha Nikolic-Dunlop | رُشِّح         | [ 69 ] [ 70 ] |
| Primetime Creative Arts Emmy Awards ‏              | Outstanding Prosthetic Makeup for a Series, Limited Series, Movie or Special ‏                              | Barrie Gower, Paul Spateri and Daniel Parker | رُشِّح         | [ 69 ] [ 70 ] |
| Primetime Creative Arts Emmy Awards ‏              | Outstanding Music Composition for a Limited Series, Movie, or Special (Original Dramatic Score) ‏           | Hildur Guðnadóttir (for "Please Remain Calm") | فوز         | [ 69 ] [ 70 ] |
| Primetime Creative Arts Emmy Awards ‏              | Outstanding Production Design for a Narrative Period or Fantasy Program (One Hour or More) ‏                | Luke Hull, Karen Wakefield and Claire Levinson-Gendler | فوز         | [ 69 ] [ 70 ] |
| Primetime Creative Arts Emmy Awards ‏              | Outstanding Single-Camera Picture Editing for a Limited Series or Movie ‏                                   | Jinx Godfrey (for "Open Wide, O Earth") | رُشِّح         | [ 69 ] [ 70 ] |
| Primetime Creative Arts Emmy Awards ‏              | Outstanding Single-Camera Picture Editing for a Limited Series or Movie ‏                                   | Simon Smith (for "Please Remain Calm") | فوز         | [ 69 ] [ 70 ] |
| Primetime Creative Arts Emmy Awards ‏              | Outstanding Sound Editing for a Limited Series, Movie, or Special ‏                                         | Stefan Henrix, Joe Beal, Michael Maroussas, Harry Barnes, Andy Wade, Anna Wright (for "1:23:45") | فوز         | [ 69 ] [ 70 ] |
| Primetime Creative Arts Emmy Awards ‏              | Outstanding Sound Mixing for a Limited Series or Movie ‏                                                    | Stuart Hilliker and Vincent Piponnier (for "1:23:45") | فوز         | [ 69 ] [ 70 ] |
| Primetime Creative Arts Emmy Awards ‏              | Outstanding Special Visual Effects in a Supporting Role ‏                                                   | Max Dennison, Lindsay McFarlane, Claudius Christian Rauch, Clare Cheetham, Laura Bethencourt Montes, Steven Godfrey, Luke Letkey, Christian Waite and William Foulser (for "1:23:45")                                                             | فوز         | [ 69 ] [ 70 ] |
| Producers Guild of America Awards ‏                | Outstanding Producer of Limited Series Television ‏                                                         | Craig Mazin, Carolyn Strauss, Jane Featherstone, Johan Renck, Chris Fry and Sanne Wohlenberg | فوز         | [ 71 ]        |
| Royal Television Society Awards                   | Mini-Series                                                                                                | Chernobyl | رُشِّح         | [ 72 ]        |
| Royal Television Society Awards                   | Actor (Male)                                                                                               | Jared Harris | رُشِّح         | [ 72 ]        |
| Royal Television Society Awards                   | Writer (Drama)                                                                                             | Craig Mazin | فوز         | [ 72 ]        |
| Royal Television Society Craft & Design Awards    | Director – Drama                                                                                           | Johan Renck | رُشِّح         | [ 73 ]        |
| Royal Television Society Craft & Design Awards    | Music - Original Score                                                                                     | Hildur Guðnadóttir | فوز         | [ 73 ]        |
| Royal Television Society Craft & Design Awards    | Costume Design - Drama                                                                                     | Odile Dicks-Mireaux | فوز         | [ 73 ]        |
| Royal Television Society Craft & Design Awards    | Make Up Design - Drama                                                                                     | Daniel Parker | فوز         | [ 73 ]        |
| Royal Television Society Craft & Design Awards    | Photography - Drama & Comedy                                                                               | Jakob Ihre | فوز         | [ 73 ]        |
| Royal Television Society Craft & Design Awards    | Production Design - Drama                                                                                  | Luke Hull, Clare Levinson-Gendler | فوز         | [ 73 ]        |
| Royal Television Society Craft & Design Awards    | Sound - Drama                                                                                              | Stefan Henrix, Stuart Hilliker, Joe Beal, Harry Barnes, Michael Maroussas | فوز         | [ 73 ]        |
| Satellite Awards                                  | Best Miniseries ‏                                                                                           | Chernobyl | فوز         | [ 74 ]        |
| Satellite Awards                                  | Best Actor – Miniseries or TV Film                                                                         | Jared Harris | فوز         | [ 74 ]        |
| Satellite Awards                                  | Best Supporting Actor – Series, Miniseries or TV Film                                                      | Stellan Skarsgård | رُشِّح         | [ 74 ]        |
| Satellite Awards                                  | Best Supporting Actress – Series, Miniseries or TV Film                                                    | Emily Watson | رُشِّح         | [ 74 ]        |
| Screen Actors Guild Awards                        | Outstanding Performance by a Male Actor in a Miniseries or Television Movie                                | Jared Harris | رُشِّح         | [ 75 ]        |
| Screen Actors Guild Awards                        | Outstanding Performance by a Female Actor in a Miniseries or Television Movie ‏                             | Emily Watson | رُشِّح         | [ 75 ]        |
| Sentinel Awards                                   | Topic: Nuclear safety                                                                                      | Chernobyl | فوز         | [ 76 ]        |
| Society of Composers and Lyricists Awards         | Outstanding Original Score for a Television or Streaming Production                                        | Hildur Guðnadóttir | فوز         | [ 77 ]        |
| Television Critics Association Awards ‏            | Program of the Year                                                                                        | Chernobyl | رُشِّح         | [ 78 ]        |
| Television Critics Association Awards ‏            | Outstanding Achievement in Movies, Miniseries and Specials ‏                                                | Chernobyl | فوز         | [ 78 ]        |
| Venice TV Awards                                  | Best TV Series                                                                                             | Chernobyl | فوز         | [ 79 ]        |
| Visual Effects Society Awards ‏                    | Outstanding Supporting Visual Effects in a Photoreal Episode ‏                                              | Max Dennison, Lindsay McFarlane, Clare Cheetham, Paul Jones and Claudius Christian Rauch (for "1:23:45") | فوز         | [ 80 ]        |
| جوائز الموسيقى التصويرية العالمية                 | Television Composer of the Year                                                                            | Hildur Guðnadóttir | فوز         | [ 81 ]        |
| Writers Guild of America Awards ‏                  | Long Form – Original ‏                                                                                      | Craig Mazin | فوز         | [ 82 ]        |

## وصلات خارجية
- تشيرنوبيل على موقع IMDb (الإنجليزية)
- تشيرنوبيل على موقع ميتاكريتيك (الإنجليزية)
- تشيرنوبيل على موقع روتن توميتوز (الإنجليزية)
- تشيرنوبيل على موقع نتفليكس (الإنجليزية)
- تشيرنوبيل على موقع أول موفي (الإنجليزية)
- تشيرنوبيل على موقع فيلمافينيتي (الإسبانية)
- تشيرنوبيل على موقع ليتربوكسد (الإنجليزية)
- تشيرنوبيل على موقع كينوبويسك (الروسية)
- تشيرنوبيل على موقع ألو سيني (الفرنسية)
- تشيرنوبيل على موقع قاعدة بيانات الفيلم (الإنجليزية)